# Sân bay Figari Sud-Corse
Sân bay Figari Sud-Corse hay Sân bay Figari Nam Corse (tiếng Pháp: Aéroport Figari Sud-Corse) (IATA: FSC, ICAO: LFKF) là một sân bay nằm ở 3 km về phía tây bắc của Figari, một commune của Corse-du-Sud ở Pháp, trên đảo Corse.

## Các hãng hàng không và các tuyến bay
- Air France (Paris-Orly)
  - Air France operated by Brit Air (Strasbourg)
- CCM Airlines (Marseille, Nice)
- Monarch Airlines (London Gatwick)
- Thomsonfly (London Gatwick, Manchester)
- XL Airways France (Paris-Charles de Gaulle [bắt đầu 30 tháng 5])